# タラファル基礎自治体 (カーボベルデ)
タラファル基礎自治体（ポルトガル語: Concelho do Tarrafal）は、カーボベルデの基礎自治体のひとつ。

## 隣接行政区画
- サン・ミゲル
- サンタ・カタリーナ

## 教区
- Santo Amaro Abade